# Tramwaje w Odessie
Tramwaje w Odessie − system komunikacji tramwajowej działający w ukraińskim mieście Odessa. 

## Historia
Tramwaje w Odessie otwarto w 1910 na trasie o szerokości toru 1000 mm, natomiast budowa rozpoczęła się w 1908. Do 1913 w Odessie było 301 wagonów tramwajowych. Od 1934 do 1971 przebudowywano trasy tramwajowe z 1000 mm na 1524 mm. W 2008 wyremontowano torowisko w ulicy Николаевской. Obecnie w Odessie są 22 linie.

## Zajezdnie
Do 1997 działały w mieście trzy zajezdnie tramwajowe oraz jeden zakład napraw taboru (СРПиС). W 1997 zamknięto zajezdnię nr 3 oraz zakład СРПиС. Zajezdnię nr 3 zaadaptowano na zakłady remontowe dla tramwajów. 

## Tabor
W 1913 posiadano 301 wagonów tramwajowych w tym 45 wagonów czteroosiowych. Najnowszymi tramwajami w Odessie są wagony K-1 dostarczane w latach 2006 − 2008 w liczbie 10 sztuk. Podstawę taboru stanowią wagony Tatra T3 w tym:
- 111 sztuk Tatra T3SU zmodernizowane w Odessie
- 71 sztuk Tatra T3SU oryginalne
- 12 sztuk Tatra T3SUCS kupione z Pragi, Mostu i Litwinowa i Krzywego Rogu
- 10 sztuk Tatra T3A kupione z Rygi
- 9 sztuk Tatra T3SU dwudrzwiowa
- 1 sztuka Tatra T3UA-3 częściowo niskopodłogowy

Łącznie w Odessie jest 226 wagonów tramwajowych:
| typ            | sztuk |
| -------------- | ----- |
| Tatra T3       | 213   |
| K-1            | 10    |
| Tatra-Yug T6B5 | 1     |
| K-1M           | 1     |
| Tatra T3UA-3   | 1     |

Oprócz wagonów liniowych w mieście jest także 22 tramwajów technicznych:
- GS-4 (pług), 5 sztuk, nr 15 − 19
- Tatra T3SU (dwudrzwiowe), nr В-1, РС-1, РС-2, 005, 1038
- MTW-82 (polewaczka, platformy), nr ПМ-1 (polewaczka), 919, 925 (platformy)
- GS-4 (GVRZ) (pługi), nr 10, 12, 13
- VTK-24 (pług), nr 020
- KTM-1 (holownik), nr 312
- TK-28A (transporter), nr РТ-4
- Tatra T3SU, 3 sztuki